# Randia annae
Randia annae är en måreväxtart som först beskrevs av Karl Moritz Schumann, och fick sitt nu gällande namn av Ined.. Randia annae ingår i släktet Randia och familjen måreväxter. Inga underarter finns listade i Catalogue of Life.